# 百花美人
百花美人は、2009年・2010年に活動のあったアダルトビデオメーカー。

## 概要
キャッチコピーは、「淫らな女性はウソをつかない」大人単体メーカー・百花美人。ロゴの「百花美人」の下には「TOKYO」と書かれている。
2009年2月13日、公式サイトをオープン。
2009年3月13日、『「未亡人の淫触」 妃すみれ』(監督:ジョージ・オハラ、品番:HHK001)など8作品を発売。
2010年8月13日、『百花美人全タイトル完全版』(収録時間:480分、品番:HHK101)を発売。

## 女優
- 末永あい
- 雪乃
- 間宮怜子
- 宇野伊織
- 妃すみれ
- 小向まな美
- 末永あい
- 椿エリ
- 間宮怜子
- 柳井瞳
- 瞳りん
- 北条麻妃
- 優木夏
- 優木奈美
- 真木彩花
- 華山美玲
- 井川ゆい
- 華月まなか
- 葵ゆりあ
- 芹沢恋
- 朝乃美咲
- 佐野史奈
- 黒木真夕

## 監督
- ジョージ・オハラ
- 黒澤あらら
- K.C.武田(ケーシー武田)
- アイスマン落合
- カッツォ佐藤
- TAKE-D